# Комов, Николай Васильевич
Никола́й Васи́льевич Ко́мов (род. 5 января 1939) — председатель Государственного комитета по земельным ресурсам и землеустройству Российской Федерации. Академик РАН, академик экологической академии, действительный член (академик) Международной академии информатизации, доктор экономических наук, профессор.

## Биография
Родился 5 января 1939 года в крестьянской семье в с. Ярки Новохоперского района Воронежской области.
Окончил ВСХИ в 1963 г. по специальности «землеустройство». Область научной деятельности: земельные отношения, управление земельными ресурсами, экономика землепользования, землеустройство, земельный кадастр, земельное право. Также окончил Институт управления народным хозяйством Академии народного хозяйства СССР.
Крупный специалист и известный ученый в области управления земельными ресурсами, экономики землепользования, землеустройства, земельного кадастра и земельного права. Он является одним из основателей системы государственных земельных органов России, научно-исследовательских и проектных организаций в центре и регионах страны по проведению федеральной земельной политики, созданию и функционированию нового земельного строя в России.
Уделяя большое внимание вопросам научно-технического обеспечения земельных преобразований и создания системы многоукладного землепользования, современного землеустройства и земельного кадастра, Н. В. Комов одновременно решает проблемы подготовки, переподготовки и повышения квалификации кадров землеустроителей, экономистов, юристов и других специалистов, в том числе в Государственном университете по землеустройству и Российской академии государственной службы при Президенте РФ.
В результате реализации российских и международных проектов Комовым создана широкая сеть учебных и консультационных центров в регионах; разработаны новые курсы и информационная система земельного кадастра и регистрации прав; земельного контроля и мониторинга земель, организованно сотрудничество со многими странами; совместно с специалистами и экспертами Европейского Союза (ЕС) прошла успешно тестирование система оценки государственного земельного кадастра в целях налогообложения как основы планирования государственных и сельских территорий, а также кадастровой оценки земель; разработана ГИС; организованны и проведены многие международные конференции и семинары по вопросам создания современной законодательной базы и переподготовки персонала во время земельных преобразований в России.
При его участии подготовлены более 80 законодательных и нормативных актов по проведению земельной реформы, закреплению собственности на землю, экологизации землевладения и землепользования, ведению земельного кадастра, землеустройства и мониторинга земель.

## Основные этапы работы
По окончании в 1963 году Воронежского СХИ Н. В. Комов сначала работал инженером-землеустроителем, начальником отдела, начальником партии и начальником Тамбовской изыскательной экспедиции, а в 1971—1974 гг. — директором Тамбовского отделения института «Росгипрозем». В 1973 году защитил в Московском институте инженеров землеустройства кандидатскую диссертацию.
В августе 1974 году Н. В. Комова перевели на работу в Министерство сельского хозяйства РСФСР на должность заместителя начальника Главного управления землепользования, землеустройства и охраны почв — заместителя главного государственного инспектора по охране земель РСФСР.
В 1989 году он назначен начальником Главного управления государственных сельскохозяйственных служб Государственного агропромышленного комитета РСФСР.
В 1990 году его назначают первым заместителем председателя Государственного комитета РСФСР по земельной реформе, а в 1991 году — председателем Комитета по земельной реформе и земельным ресурсам МСХ РФ и одновременно первым заместителем министра сельского хозяйства РФ.
В 1992 году Н. В. Комов возглавил Комитет по земельной реформе и земельным ресурсам при Правительстве РФ, а в 1996 году — Государственный комитет РФ по земельным ресурсам и землеустройству. В 1999 году его назначили первым заместителем председателя Госкомзема РФ по земельной политике, а в 2000—2004 гг. он занимал должность первого заместителя министра Минземстроя России и первого заместителя руководителя Федеральной службы земельного кадастра России, одновременно являясь президентом «Ассоциации частных землемеров России».
С 2004 году по настоящее время Н. В. Комов является научным руководителем Учебно-научного цента по управлению земельными ресурсами Российской академии государственной службы при президенте РФ и профессором этой академии, а также Председателем научного проблемного Совета по земельным отношениям и землеустройству стран СНГ, почетным профессором Государственного университета по землеустройству.

## Основные публикации
«Управление земельными ресурсами России. Российская модель землепользования и землевладения», «Земельные отношения и землеустройство», «Земля России», «Земельные ресурсы России, эффективность их использования», «Государственный контроль за использованием и охраной земель», учебник «Государственное регулирование земельных отношений», «Управление земельными ресурсами в новой России», «Земельные ресурсы в стратегии устойчивого развития России», «Экономика, экология и региональное землепользование». Является автором более 250 научных и методических работ.

## Награды
- Орден «Знак Почёта».
- Орден «За заслуги перед Отечеством» IV степени[1].
- Почётная грамота Президента Российской Федерации[3].
- Заслуженный землеустроитель Российской Федерации[4].